# Гаєвський Яків Семенович
Гаєвський Яків Семенович — один з перших учнів Гната Хоткевича. Закінчив курс гри на бандурі про Харківського муз-драм Інституту. Член першого професійного квартету бандуристів. Виступав в 1928 р в радіоцентрі Харкова. Репресований в 1932 р. В 1938 р, вже упокоївся.